# Loučná nad Desnou
Loučná nad Desnou (in tedesco Wiesenberg) è un comune della Repubblica Ceca facente parte del distretto di Šumperk, nella regione di Olomouc.